# 1934 no jornalismo
Nesta página encontrará referências aos acontecimentos directamente relacionados com o jornalismo ocorridos durante o ano de 1934.

## Nascimentos
| Data            | Nome                    | Profissão                                              | Nacionalidade                  | Observações | Ref |
| --------------- | ----------------------- | ------------------------------------------------------ | ------------------------------ | ----------- | --- |
| 17 de janeiro   | Sydney Schanberg        | jornalista                                             | Estados Unidos                 |             |     |
| 27 de fevereiro | Armando Baptista-Bastos | jornalista e escritor                                  | Portugal                       |             |     |
| 31 de março     | Edite Soeiro            | jornalista                                             | Portugal                       |             |     |
| 5 de junho      | Bill Moyers             | jornalista                                             | Estados Unidos                 |             |     |
| 16 de julho     | Tomás Eloy Martínez     | jornalista e escritor                                  | Argentina                      | m. 2010     |     |
| 13 de novembro  | Peter Arnett            | jornalista                                             | Nova Zelândia / Estados Unidos |             |     |
| 22 de novembro  | Aldyr Schlee            | escritor, jornalista, tradutor, desenhista e professor | Brasil                         |             |     |

## Mortes
| Data          | Nome                     | Profissão                                                | Nacionalidade | Observações | Ref |
| ------------- | ------------------------ | -------------------------------------------------------- | ------------- | ----------- | --- |
| 28 de janeiro | Casimiro Rodrigues de Sá | religioso, publicista, jornalista e político republicano | Portugal      | n. 1873     |     |
| 5 de dezembro | Humberto de Campos       | jornalista, político e escritor                          | Brasil        | n. 1886     |     |